# Pleurtuit
Pleurtuit [plœʁtɥi] est une commune française située dans le département d'Ille-et-Vilaine en région Bretagne, peuplée de 7 064 habitants.

## Géographie
Située dans le triangle formé par Dinard, Dinan et Saint-Malo, la commune est limitrophe des Côtes-d'Armor. Intégrée dans l'unité urbaine de Dinard et à proximité des pôles d'emploi de Saint-Malo et de Dinan, la commune connaît une nette poussée démographique depuis le début du XXIe siècle. La commune appartient au Poudouvre, un pays traditionnel du nord-est de la Haute-Bretagne, ancienne vicomté qui fut aussi l'une des subdivisions de l'évêché de Saint-Malo et qui avait pour capitale Dinan.

### Communes limitrophes
| Saint-Briac-sur-Mer | Saint-Lunaire, Dinard              | La Richardais                             |
| Ploubalay           | Pleurtuit                          |                                           |
| Tréméreuc           | Plouër-sur-Rance, Pleslin-Trigavou | Le Minihic-sur-Rance, Langrolay-sur-Rance |

### Évolution territoriale
Pleurtuit englobait le territoire du Minihic-sur-Rance jusqu'en 1849 et celui de La Richardais jusqu'en 1880.

### Lieux-dits et écarts
- La Mervennais, Pontbriand,

### Géologie
La géologie du territoire communal comprend du schiste miracé au sud de la commune et du granite au nord. La composition géologique des sols de la commune appartient à la bande dite de Pleurtuit qui contient des micaschistes et gneiss granulitiques.

### Hydrographie
Pour un article plus général, voir Réseau hydrographique d'Ille-et-Vilaine.
La commune est située dans le bassin Loire-Bretagne. Elle est drainée par le Frémur, la Houssaye, le ruisseau du Biot des salines, le ruisseau l'étanchet et  un autre petit cours d'eau,.
Le territoire communal dépend de deux bassins versants :
- celui de la Rance, à l'est de la D 266, qui couvre les trois quarts du territoire de la commune et qui comprend la Rance elle-même à l'est ainsi que différents affluents dont les plus importants sur le territoire sont :
  - l'Étanchet qui prend naissance vers le hameau de Bourneuf au nord de Pleurtuit, s'écoule vers l'est en direction de la Rance (4 km environ) et sert de limite entre Pleurtuit et La Richardais ;
  - le ruisseau de la Houssaye, au sud-est de la commune, à la limite avec le département des Côtes-d'Armor (lieu-dit les Mervennais) ;
- celui du Frémur, à l'ouest de la D 266, qui couvre le tiers ouest du territoire communal et qui comprend le Frémur lui-même. Le fleuve sert de frontière naturelle avec la commune de Ploubalay. Il possède différents affluents sur le territoire communal dont le plus important est celui du 
  - ruisseau du Biot des Salines, au nord de la commune, qui sert de limite avec la commune de Saint-Briac-sur-Mer.

Le cours du Frémur comprend également trois retenues successives qui forment trois lacs partagés entre l'Ille-et-Vilaine et les Côtes-d'Armor :
- la retenue du Pont-Avet en aval couvre une surface approximative de 16 hectares ;
- celle du Pont és Omnès, une surface de 9 hectares ;
- enfin celle du Bois Joli, la plus grande, qui s'étend sur près de 43 hectares.

Le Frémur, d'une longueur de 21 km, prend sa source dans la commune de Corseul et se jette  dans le golfe de Saint-Malo en limite de Lancieux et de Saint-Briac-sur-Mer. Les caractéristiques hydrologiques du Frémur [de Lancieux] sont données par la station hydrologique située dans la commune de Pleslin-Trigavou. Le débit moyen mensuel est de 0,23 m3/s. Le débit moyen journalier maximum est de 6,27 m3/s, atteint lors de la crue du 28 décembre 1999. Le débit instantané maximal est quant à lui de 10,8 m3/s, atteint le 25 mai 2010.

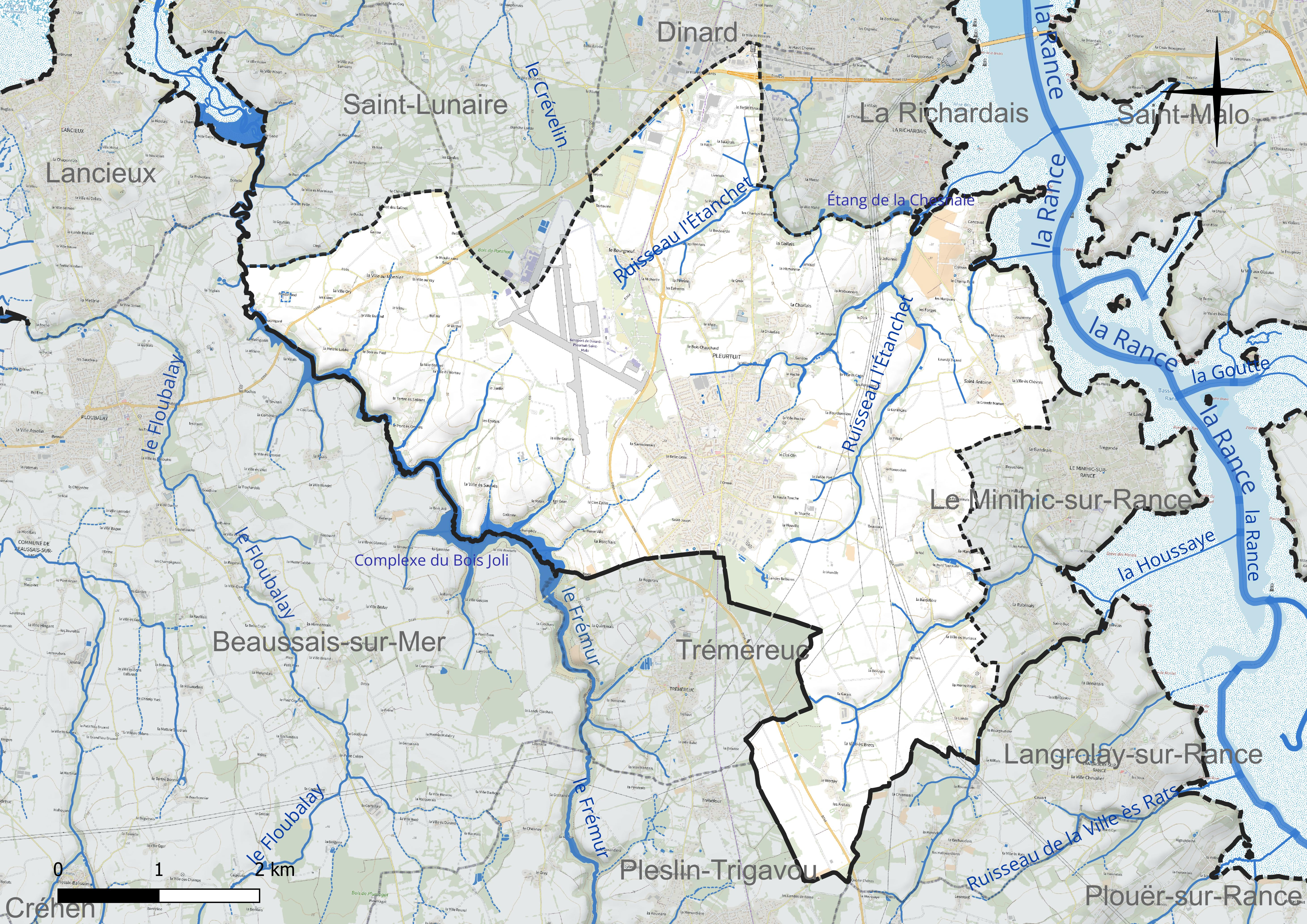
Réseau hydrographique de Pleurtuit.

Deux plans d'eau complètent le réseau hydrographique : le complexe du Bois Joli, d'une superficie totale de 50,7 ha (19,67 ha sur la commune) et l'étang de la Chesnaie, d'une superficie totale de 10,1 ha (1,99 ha sur la commune),.

### Climat
Pour des articles plus généraux, voir Climat de la Bretagne et Climat d'Ille-et-Vilaine.
En 2010, le climat de la commune est de type climat océanique franc, selon une étude du CNRS s'appuyant sur une série de données couvrant la période 1971-2000. En 2020, Météo-France publie une typologie des climats de la France métropolitaine dans laquelle la commune est exposée à un climat océanique et est dans la région climatique  Bretagne orientale et méridionale, Pays nantais, Vendée, caractérisée par une faible pluviométrie en été et une bonne insolation. Parallèlement l'observatoire de l'environnement en Bretagne publie en 2020 un zonage climatique de la région Bretagne, s'appuyant sur des données de Météo-France de 2009. La commune est, selon ce zonage, dans la zone « Intérieur  », exposée à un climat médian, à dominante océanique.  
Pour la période 1971-2000, la température annuelle moyenne est de 11,4 °C, avec une amplitude thermique annuelle de 11,6 °C. Le cumul annuel moyen de précipitations est de 716 mm, avec 11,8 jours de précipitations en janvier et 6,6 jours en juillet. Pour la période 1991-2020, la température moyenne annuelle observée sur la station météorologique installée sur la commune est de 11,9 °C et le cumul annuel moyen de précipitations est de 752,0 mm,. Pour l'avenir, les paramètres climatiques de la commune estimés pour 2050 selon différents scénarios d'émission de gaz à effet de serre sont consultables sur un site dédié publié par Météo-France en novembre 2022.
| Mois                                  | jan.             | fév.             | mars            | avril           | mai             | juin           | jui.           | août          | sep.            | oct.            | nov.          | déc.            | année      |
| ------------------------------------- | ---------------- | ---------------- | --------------- | --------------- | --------------- | -------------- | -------------- | ------------- | --------------- | --------------- | ------------- | --------------- | ---------- |
| Température minimale moyenne (°C)     | 3,8              | 3,6              | 4,9             | 6,2             | 9,1             | 11,8           | 13,6           | 13,7          | 11,8            | 9,7             | 6,5           | 4,2             | 8,2        |
| Température moyenne (°C)              | 6,5              | 6,7              | 8,5             | 10,3            | 13,2            | 16             | 17,8           | 18            | 16              | 13,1            | 9,5           | 6,9             | 11,9       |
| Température maximale moyenne (°C)     | 9,1              | 9,8              | 12,2            | 14,5            | 17,3            | 20,2           | 22,1           | 22,3          | 20,3            | 16,5            | 12,4          | 9,7             | 15,5       |
| Record de froid (°C) date du record   | −13,7 20.01.1963 | −11,7 02.02.1963 | −6,2 03.03.1965 | −2,8 03.04.1984 | −0,2 07.05.1979 | 3,6 05.06.1965 | 6,7 11.07.1972 | 5 24.08.1980  | 2,3 27.09.1972  | −4,2 30.10.1997 | −5,9 29.11.10 | −9,6 10.12.1987 | −13,7 1963 |
| Record de chaleur (°C) date du record | 16,4 26.01.1983  | 20,9 27.02.19    | 23,7 30.03.21   | 27,1 21.04.18   | 29,2 27.05.05   | 35,5 17.06.22  | 40 18.07.22    | 39,4 05.08.03 | 33,1 01.09.1961 | 28,9 02.10.11   | 20,6 01.11.15 | 17,6 04.12.1953 | 40 2022    |
| Ensoleillement (h)                    | 687              | 912              | 1 327           | 1 789           | 2 026           | 2 075          | 2 207          | 2 014         | 1 701           | 1 142           | 796           | 658             | 17 334     |
| Précipitations (mm)                   | 64               | 56               | 47,6            | 53,9            | 56              | 54,1           | 46,1           | 58,3          | 60,2            | 81,3            | 89            | 85,5            | 752        |

### Faune et flore
Du point de vue de la richesse de la flore, Pleurtuit est à la dixième place des communes du département possédant dans leurs différents biotopes le plus de taxons, soit 605 pour une moyenne communale de 348 taxons et un total départemental de 1 373 taxons (118 familles). On compte notamment 32 taxons à forte valeur patrimoniale (total de 207) ; 16 taxons protégés et 19 appartenant à la liste rouge du Massif armoricain (total départemental de 237).

## Urbanisme

### Typologie
Au 1er janvier 2024, Pleurtuit est catégorisée bourg rural, selon la nouvelle grille communale de densité à sept niveaux définie par l'Insee en 2022.
Elle appartient à l'unité urbaine de Dinard, une agglomération inter-départementale regroupant neuf  communes, dont elle est ville-centre,,. Par ailleurs la commune fait partie de l'aire d'attraction de Saint-Malo, dont elle est une commune de la couronne,. Cette aire, qui regroupe 35 communes, est catégorisée dans les aires de 50 000 à moins de 200 000 habitants,.
La commune, bordée par la Manche, est également une commune littorale au sens de la loi du 3 janvier 1986, dite loi littoral. Des dispositions spécifiques d'urbanisme s'y appliquent dès lors afin de préserver les espaces naturels, les sites, les paysages et l'équilibre écologique du littoral, tel le principe d'inconstructibilité, en dehors des espaces urbanisés, sur la bande littorale des 100 mètres, ou plus si le plan local d'urbanisme le prévoit.

### Occupation des sols
L'occupation des sols de la commune, telle qu'elle ressort de la base de données européenne d'occupation biophysique des sols Corine Land Cover (CLC), est marquée par l'importance des territoires agricoles (76,1 % en 2018), en diminution par rapport à 1990 (79,8 %). La répartition détaillée en 2018 est la suivante : 
terres arables (57,1 %), zones agricoles hétérogènes (16 %), zones urbanisées (10,1 %), zones industrielles ou commerciales et réseaux de communication (8,5 %), forêts (4 %), prairies (3 %), eaux continentales (0,9 %), zones humides côtières (0,4 %), eaux maritimes (0,1 %). L'évolution de l'occupation des sols de la commune et de ses infrastructures peut être observée sur les différentes représentations cartographiques du territoire : la carte de Cassini (XVIIIe siècle), la carte d'état-major (1820-1866) et les cartes ou photos aériennes de l'IGN pour la période actuelle (1950 à aujourd'hui).

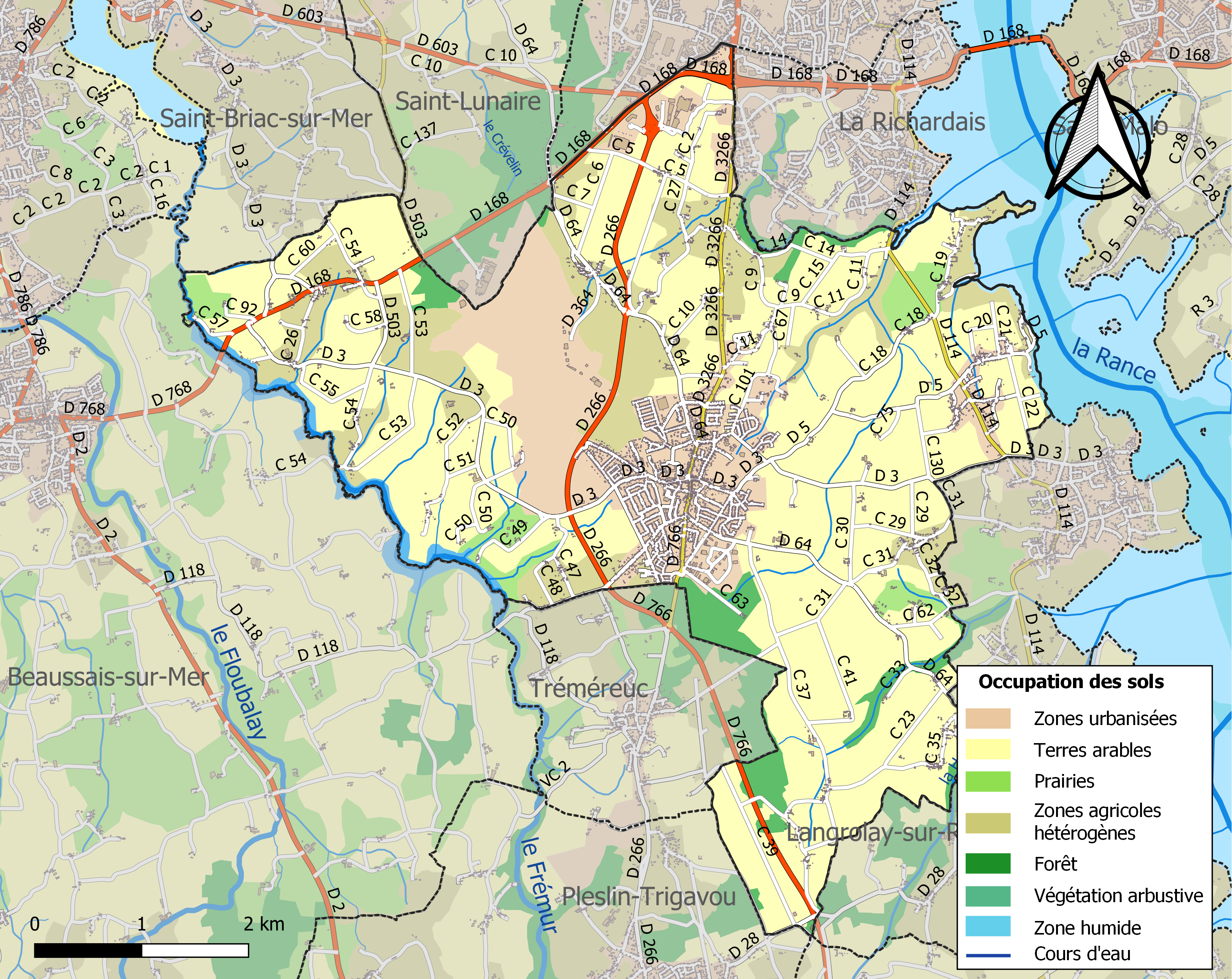
Carte des infrastructures et de l'occupation des sols de la commune en 2018 (CLC).

## Toponymie
Le nom de la localité est attesté sous les formes Plerestu, Plerestuit en 1181 ; Plorestut, Plurestuit en 1231 ; Pleurtuit en 1364 ; Pleortuit, Pleurtuit en 1382 ;  Ploeretut en 1453 ; Pleurtuit au XVIe siècle.
Il s'agit d'un toponyme brittonique composé de plebs en vieux breton « église pouvant baptiser », puis « paroisse » en breton, suivi peut-être du nom de personne chrétien d'origine latine Restitutus.
Il semble qu'en Ille-et-Vilaine (et dans la Loire-Atlantique ex : Plessé), les produits de plebs ait peu évolué en Plou- / Plo- contrairement à l'ouest de la Bretagne (cf. Pléchâtel, Ille-et-Vilaine, correspondant de Plougastel, Finistère), car le recul du breton, dans les endroits où il était parlé, y a été plus précoce. On trouve plus généralement les formes Ple(s)-/ Plé- (Plesder, Plerguer, etc.).
Le gentilé est Pleurtuisien.

## Histoire

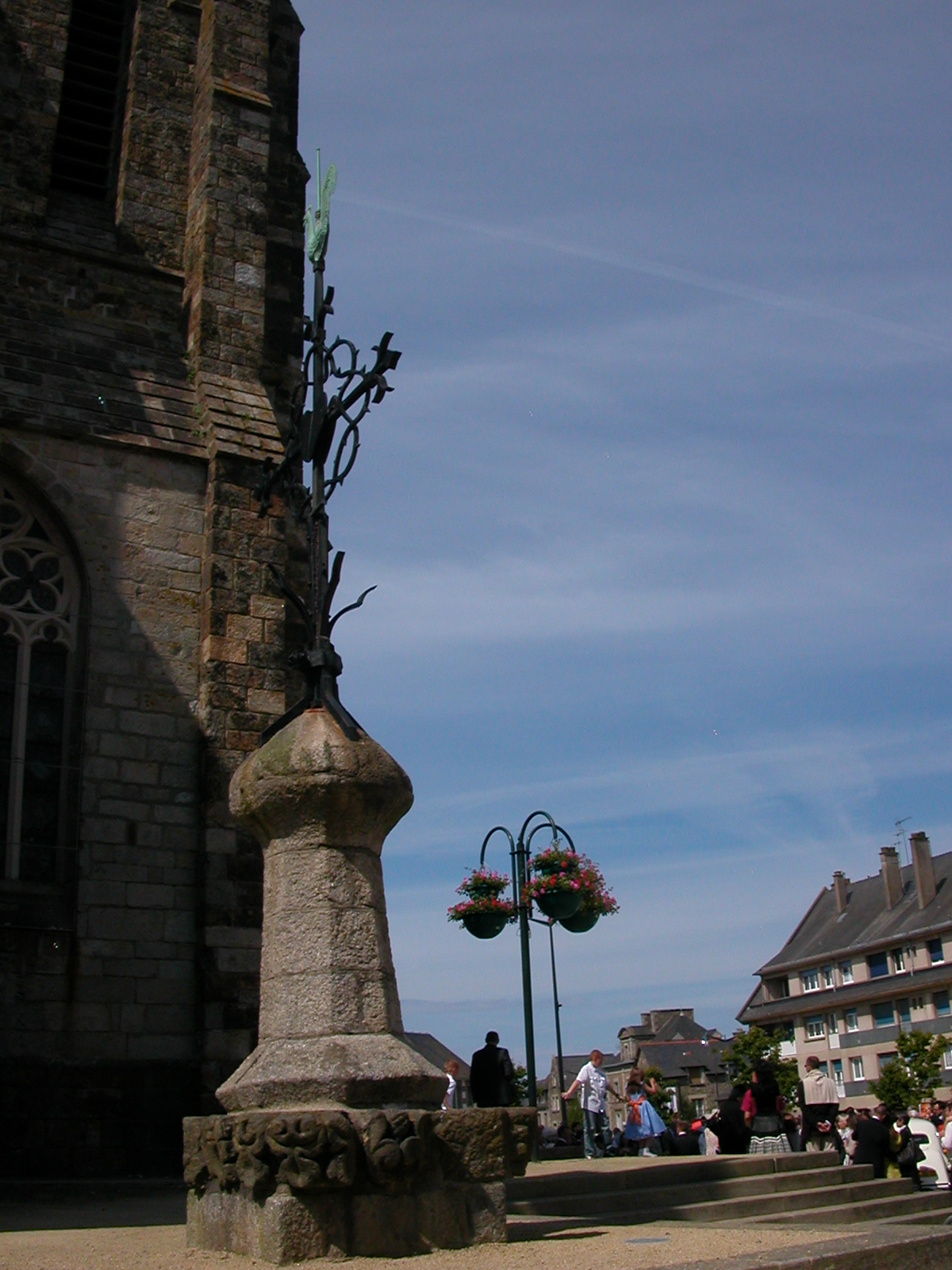
L'église de Pleurtuit : la flèche du clocher démonté pendant la Seconde Guerre mondiale

Ville de marins, Pleurtuit a été pendant un temps le lieu de production des craquelins, spécialité locale cuite dans les fours du Bourgneuf.

### Protohistoire
Les Coriosolites, peuple gaulois peuplant la région, établissent un retranchement de type "éperon barré" sur la pointe de Cancaval. Le site est occupé au moins jusqu'à la Tène finale.

### XVIIeauXIXesiècle
L'abbaye Notre-Dame du Tronchet possédait le bailliage du Fretay qu'elle avait aliéné.
Sous l'Ancien Régime, les paroisses de Pleurtuit et de Saint-Briac-sur-Mer appartenaient dans leur intégralité avec des parties de celles de Saint-Lunaire, Ploubalay, Corseul et Lancieux au comté de Pontbriant. Le manoir de Pontbriand, entre Saint-Lunaire et Pleurtuit, en était le centre. Henri-Marie du Breil de Pontbriand (1709-1760), sixième évêque de Québec, y passa sa jeunesse.
Dans la nuit du 31 aout 1765, un grand incendie ravage le bourg et détruit 35 maisons, étables et hangars.

### La Révolution
L'organisation des fêtes révolutionnaires témoigne de l'accueil favorable de la population de Pleurtuit aux changements apportés par la Révolution française, surtout après la fin de la Terreur :
- l'anniversaire de l'exécution de Louis XVI, accompagnée d'un serment de haine à la royauté et à l'anarchie, est fêté (à partir de 1795)[32] ;
- la fête du 26 messidor (14 juillet) est prévue et organisée à partir de 1794, mais n'est pas ou peu suivie[33].

Les autres fêtes républicaines sont peu suivies, notamment à cause du manque de succès du calendrier républicain, qui fait que les fêtes d'Ancien Régime et les nouvelles ne coïncident pas. On peut citer les fêtes de la Jeunesse, de la Reconnaissance, au printemps.

### XXe–XXIesiècle
Pendant la Seconde Guerre mondiale, l'église perdit son clocher qui gênait l'activité aérienne allemande sur l'aérodrome voisin. Pleurtuit, situé dans le sud du canton de Dinard, fermait la poche de Saint-Malo au sud-ouest. Le 8 août 1944 au matin, les troupes américaines lancent l'assaut après une préparation d'artillerie sur Pleurtuit mais déchantent vite : elles rencontrent une forte résistance devant la ferme de la Vieuville, à droite de la route Dinan-Dinard, et à gauche, après la traversée de Tréméreuc, un bataillon du 121e régiment de la 8e division d'infanterie (Golden Arrow) est encerclé au sud de l'aérodrome et ne sera délivré que le 12. Ce même jour, après de nouveaux assauts américains devant la ferme de la Vieuville dont les abords sud avaient été transformés par les Allemands en véritable champ de tir avec repérages, les Américains vont prendre enfin Pleurtuit et pouvoir poursuivre vers Dinard, après avoir subi des pertes importantes.

## Politique et administration

### Tendances politiques et résultats

#### Élections présidentielles, résultats des deuxièmes tours
- Élection présidentielle de 2012[35] : 50,15 % pour François Hollande (PS),  49,85 % pour Nicolas Sarkozy (UMP), 83,23 % de participation.
- Élection présidentielle de 2007[36] : 51,21 % pour Nicolas Sarkozy (UMP), 48,79 % pour Ségolène Royal (PS), 86,80 % de participation.
- Élection présidentielle de 2002[37] : 83,44 % pour Jacques Chirac (RPR), 16,56 % pour Jean-Marie Le Pen (FN), 82,22 % de participation

#### Élections régionales, résultats des deux meilleurs scores
- Élections régionales de 2015[38] : 44,70 % pour Jean-Yves Le Drian (Union de la Gauche), 31,82 % pour Marc Le Fur (Union de la Droite), 54,68 % de participation.
- Élections régionales de 2010[39] : 47,37 % pour Jean-Yves Le Drian (PS), 36,36 % pour Bernadette Malgorn (UMP), 51,06 % de participation.
- Élections régionales de 2004[40] : 55,27 % pour Jean-Yves Le Drian (PS), 44,73 % pour Josselin de Rohan (UMP), 64,35 % de participation

### Liste des maires

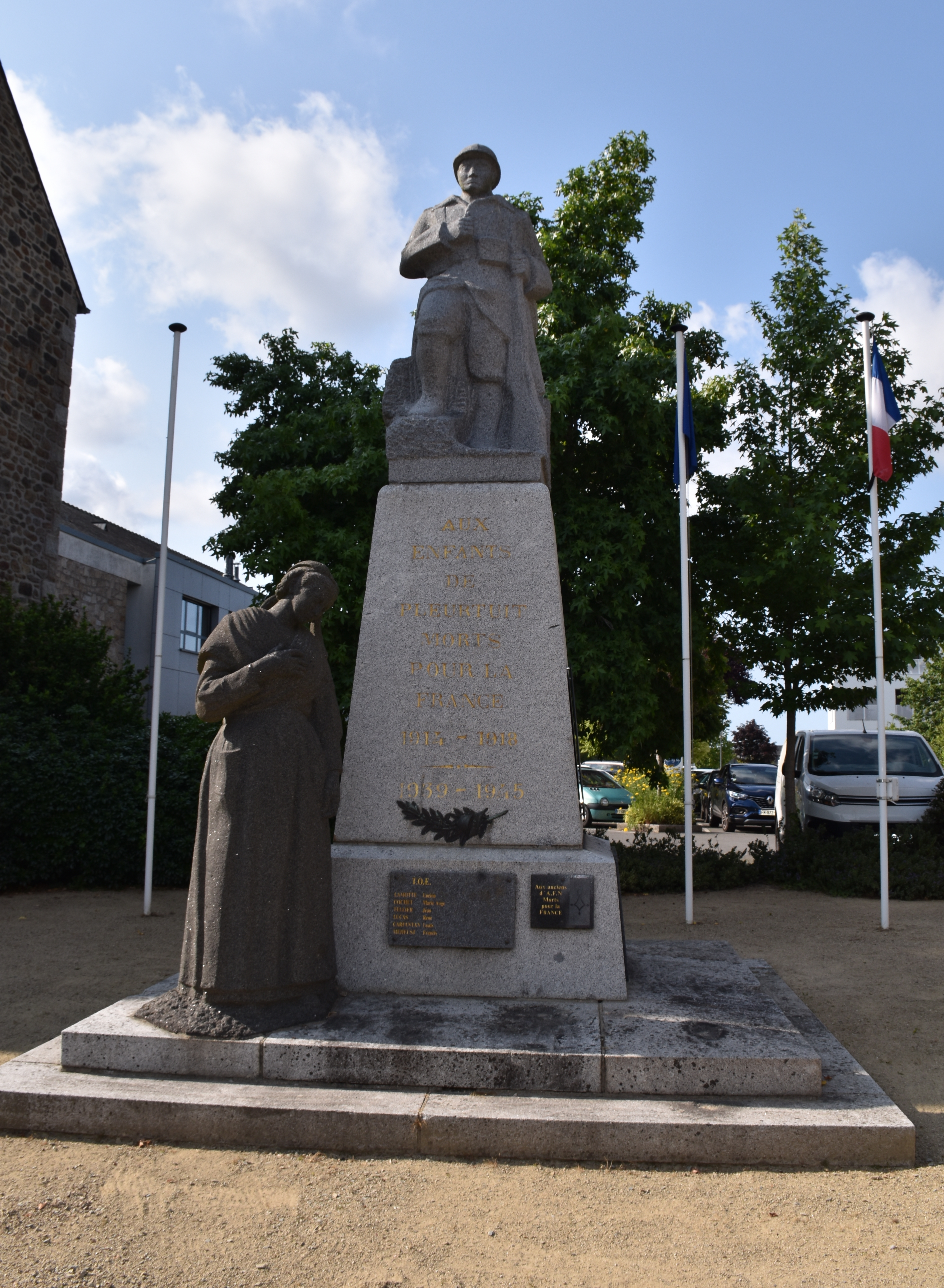
Le monument aux morts.

| Période                                  | Période                  | Identité                               | Étiquette       | Qualité                                                                                     |
| ---------------------------------------- | ------------------------ | -------------------------------------- | --------------- | ------------------------------------------------------------------------------------------- |
| Les données manquantes sont à compléter. |                          |                                        |                 |                                                                                             |
| ca. 1818                                 |                          | Louis Péan de Ponfilly                 |                 |                                                                                             |
| 1830                                     | 1835                     | Louis Chapel                           |                 | Notaire                                                                                     |
| Les données manquantes sont à compléter. |                          |                                        |                 |                                                                                             |
| 1837                                     | 1865                     | Louis Chapel                           |                 | Notaire                                                                                     |
| 1865                                     |                          | Jean-Baptiste Brindejonc des Moulinais | Droite          | Docteur en médecine Conseiller général de Pleurtuit (1867 → 1871 et 1877 → 1883)            |
| Les données manquantes sont à compléter. |                          |                                        |                 |                                                                                             |
| ca. 1902                                 |                          | M. Beaulieu                            |                 |                                                                                             |
| 1903                                     | août 1933 (décès)        | Joseph-Nicolas Brugaro                 | Républicain RG  | Administrateur du comice agricole de Dinard Conseiller d'arrondissement (1901 → 1919)       |
| septembre 1933                           | mai 1935                 | Jean Guénanen                          | RG              |                                                                                             |
| mai 1935                                 | janvier 1941 (démission) | Jean Ferré                             | Union nationale |                                                                                             |
| janvier 1941                             | ?                        | M. Roche                               |                 | Ancien commandant d'aviation, président de la délégation spéciale Nommé maire               |
| Les données manquantes sont à compléter. |                          |                                        |                 |                                                                                             |
| maire en avril 1945                      | ?                        | M. Rouxel                              |                 |                                                                                             |
| 1947                                     | mars 1977                | Jean Boyer                             |                 | Maire honoraire Chevalier des Palmes académiques (1977)                                     |
| mars 1977                                | mars 1989                | Joseph Launay                          | DVG             | Directeur d'école honoraire                                                                 |
| mars 1989                                | mars 2001                | Charles Thépaut                        | RPR-DVD         | Officier en retraite Conseiller général de Dinard (1994 → 2008)                             |
| mars 2001                                | mars 2008                | Antoine Berry                          | UMP             | Cadre de l'hôtellerie retraité, suppléant du député René Couanau (2002-2007)                |
| mars 2008                                | 5 juillet 2020           | Alain Launay,                          | PS              | Directeur d'agence bancaire retraité Président de la CC de la Côte d'Émeraude (2017 → 2020) |
| 5 juillet 2020                           | En cours                 | Sophie Bézier                          | DVD             | Chargée de développement et de production                                                   |

### Intercommunalités
Pleurtuit appartient à différentes structures intercommunales :
- la ville appartient au Pays de Saint-Malo qui est une structure de regroupement de collectivités locales françaises et qui  regroupe 72 communes réparties dans une communauté d'agglomération et trois communautés de communes ;
- avec six autres communes d'Ille-et-Vilaine et des Côtes-d'Armor, Pleurtuit fait partie depuis 1996 de la communauté de communes Côte d'Émeraude Rance et Frémur. Elle change d'appellation en 2003 pour devenir communauté de communes de la Côte d'Émeraude et compte aujourd'hui neuf communes dont Dinard. Le siège de la communauté est situé à Pleurtuit depuis 2014 ;
- la ville appartient également au Syndicat intercommunal des eaux de la rive gauche de la Rance (SIERG) dont le siège est Pleurtuit. En 1966, Pleurtuit et les communes du Minihic-sur-Rance, de La Richardais, de Saint-Briac-sur-Mer et de Saint-Lunaire ont pris des délibérations concordantes tendant à la constitution d'un syndicat intercommunal à vocation unique (SIVU) en vue de résoudre ensemble les problèmes posés par l'alimentation en eau potable. Ce syndicat a été créé par arrêté préfectoral du 2 mai 1967[46] ;
- Pleurtuit appartient au Syndicat départemental d'électricité d'Ille-et-Vilaine (SDE35) chargé de l'organisation du service public de distribution de l'énergie électrique sur le territoire de l'Ille-et-Vilaine. La commune appartient également à l'association du Comité opérationnel des élus et usagers de la Rance (COEUR).

### Jumelages
- Ransbach-Baumbach (Allemagne) depuis 1985.

## Population et société

### Démographie
L'évolution du nombre d'habitants est connue à travers les recensements de la population effectués dans la commune depuis 1793. Pour les communes de moins de 10 000 habitants, une enquête de recensement portant sur toute la population est réalisée tous les cinq ans, les populations de référence des années intermédiaires étant quant à elles estimées par interpolation ou extrapolation. Pour la commune, le premier recensement exhaustif entrant dans le cadre du nouveau dispositif a été réalisé en 2008.
En 2022, la commune comptait 7 064 habitants, en évolution de +5,39 % par rapport à 2016 (Ille-et-Vilaine : +5,46 %, France hors Mayotte : +2,11 %).
| 1793  | 1800  | 1806  | 1821  | 1831  | 1836  | 1841  | 1846  | 1851  |
| ----- | ----- | ----- | ----- | ----- | ----- | ----- | ----- | ----- |
| 5 407 | 6 596 | 5 199 | 7 826 | 8 352 | 6 019 | 6 398 | 4 589 | 4 912 |

| 1856  | 1861  | 1866  | 1872  | 1876  | 1881  | 1886  | 1891  | 1896  |
| ----- | ----- | ----- | ----- | ----- | ----- | ----- | ----- | ----- |
| 5 330 | 5 481 | 5 552 | 5 308 | 5 238 | 4 227 | 4 170 | 4 184 | 3 905 |

| 1901  | 1906  | 1911  | 1921  | 1926  | 1931  | 1936  | 1946  | 1954  |
| ----- | ----- | ----- | ----- | ----- | ----- | ----- | ----- | ----- |
| 4 059 | 3 808 | 4 084 | 3 709 | 3 773 | 3 722 | 3 548 | 3 002 | 3 574 |

| 1962  | 1968  | 1975  | 1982  | 1990  | 1999  | 2006  | 2008  | 2013  |
| ----- | ----- | ----- | ----- | ----- | ----- | ----- | ----- | ----- |
| 3 608 | 3 776 | 3 764 | 4 165 | 4 428 | 4 547 | 5 346 | 5 565 | 6 399 |

| 2018  | 2022  | - | - | - | - | - | - | - |
| ----- | ----- | - | - | - | - | - | - | - |
| 6 910 | 7 064 | - | - | - | - | - | - | - |

### Enseignement
La ville compte deux écoles primaires et deux maternelles :
- le groupe scolaire Joseph-Launay :  maternelle et école primaire publiques ;
- l'école et maternelle privées Saint-Pierre.

### Services publics
Dans la ville, il y a :
- la gendarmerie ;
- une caserne de pompiers ;
- une station d'épuration ;
- un service de La Poste en ville ;
- une mairie située près de la place publique ;
- un restaurant scolaire à la disposition de tous les élèves des deux écoles et des agents municipaux.

### Vie associative et culturelle
La ville compte plusieurs équipements culturels :
- un cinéma associatif ;
- l'Espace Delta, une salle de spectacle ;
- une médiathèque ;
- une ludothèque associative ;
- l'Association pour le maintien d'une agriculture paysanne ;
- un centre de loisirs.

On compte une centaine d'associations sportives ou culturelles qui proposent toutes sortes d'activités :
- cours de danse ;
- cours de théâtre ;
- cours de judo ;
- du badminton ;
- des cours de pétanque ;
- du tennis ;
- de l'haltérophilie ;
- des échecs.

Plusieurs structures sportives sont installées en ville, une salle de tennis, plusieurs terrains de football, une salle omnisports, une salle de danse.
Le 30 août 2013 est inaugurée la nouvelle salle de sport par la ministre des Sports Valérie Fourneyron.

### Culte
Culte catholique : Pleurtuit dépend de l'archidiocèse de Rennes, Dol et Saint-Malo. La commune appartient au doyenné de la Côte d'Émeraude et à la paroisse Saint-Guillaume-de-la-Rance qui regroupe Pleurtuit et son église Saint-Pierre-et-Saint-Guillaume ainsi que  Le Minihic-sur-Rance et son église Saint-Malo.
En 1873, la ville était encore le centre du doyenné de Pleurtuit qui regroupait sept paroisses. Le jour de l'Assomption était l'occasion d'un important pèlerinage régional qui pouvait regrouper jusqu'à 8 000 des habitants du doyenné à la chapelle Notre-Dame-de-l'Épine en Saint-Briac.
Saint-Guillaume Pinchon, évêque de Saint-Brieuc de 1220 à 1234 et premier saint breton, possédait sa chapelle dans l'ancienne église de Pleurtuit et y était vénéré au point d'être considéré comme le second saint patron de la paroisse. Début janvier 2015, l'évêque de Saint-Brieuc et Tréguier a remis à une délégation de la paroisse Saint-Guillaume-de-la-Rance d'insignes reliques de saint Guillaume Pinchon pour être à nouveau vénérées dans l'église de Pleurtuit. Sa mère Jeanne Fortin, était originaire de Pleurtuit,, et il y est venu à plusieurs reprises pour visiter sa famille.
Culte protestant : la région de Pleurtuit semble avoir accueilli favorablement la réforme au point où Jean Eudes dédia sa première mission en terrain protestant à la région en 1636 où il fut très mal reçu par les huguenots de la ville. Cette violente opposition s'expliquait par le fait qu'une partie de Pleurtuit relevait de la haute justice du comte de Plouër, le marquis de La Moussaye, qui était protestant et beau-frère de Turenne.

## Économie

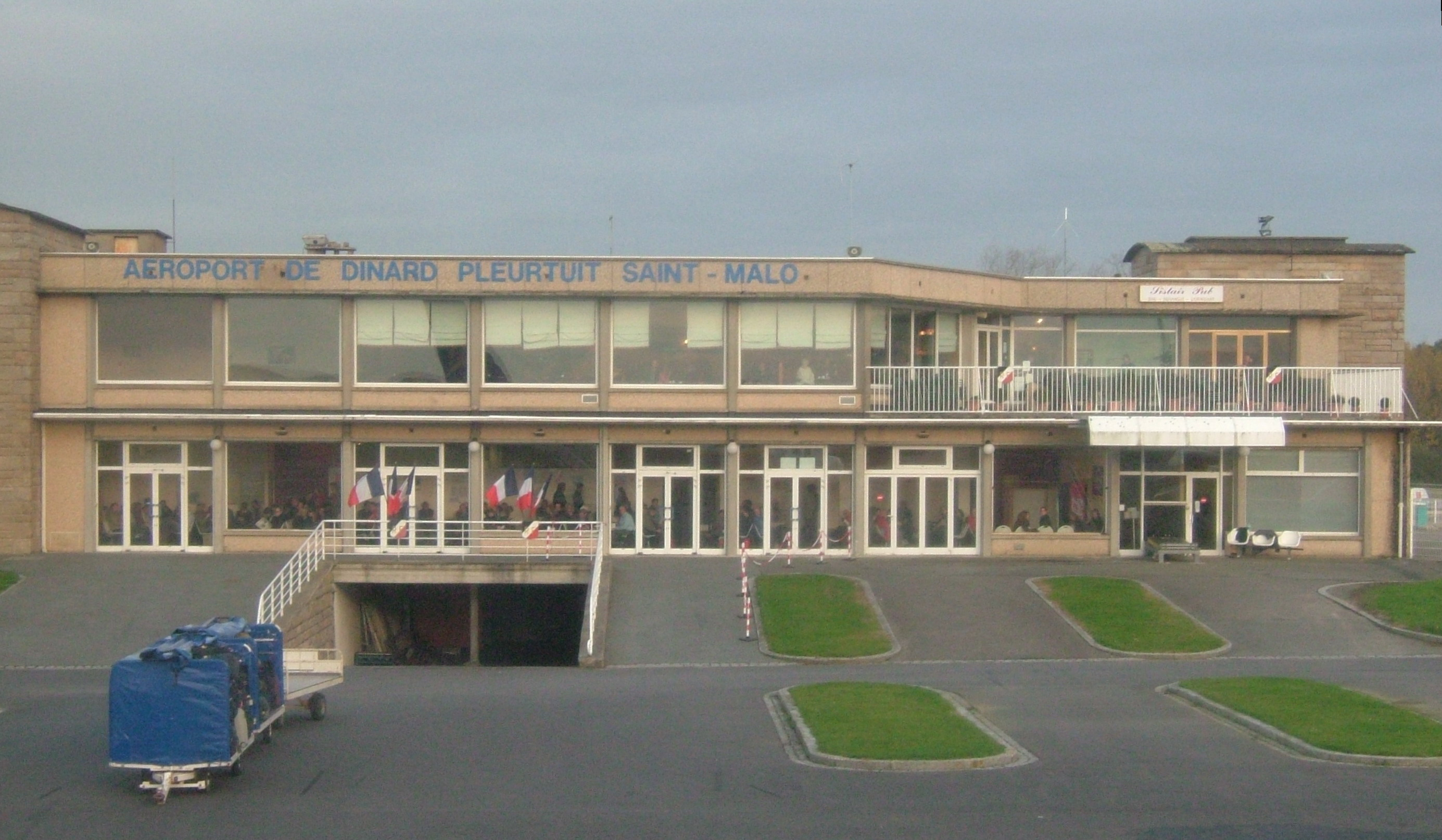
L'aéroport de Saint-Malo-Dinard-Pleurtuit.

La commune est à vocation plutôt agricole mais se développe néanmoins dans le domaine du tourisme avec l'ouverture de nombreux gîtes ruraux.
Le centre-ville compte de nombreux commerces (boulangeries, boucheries, opticien, pharmacie…) et services (notaires, médecins, agences immobilières…) et la commune compte plus de cinquante entreprises (plomberie, électricien, carreleur…).
Desservie par l'aéroport de Saint-Malo-Dinard-Pleurtuit, la ville profite de cette ouverture dans le domaine du tourisme (liaison avec Londres) mais aussi par les activités économiques que cela suscite (réparation des avions, fret…).

### Patrimoine industriel
Pleurtuit possède sur son territoire plusieurs traces d'un passé industriel révolu.
- Située sur la RD 266, l'ancienne briqueterie Calvet couvrait en 1911 une superficie de 520 m2, abritait vingt-quatre fours chauffés au charbon et employait vingt-huit salariés. Une cheminée d'usine de 27 m de hauteur abattue en 1938 surplombait l'atelier de fabrication. La terre était extraite de deux carrières situées à proximité de l'usine et transportée par wagonnets. Elle a été inscrite à l'inventaire général du patrimoine culturel[60].
- Une autre trace du patrimoine industriel de la commune existe avec le moulin Neuf. Inscrit à l'inventaire général du patrimoine culturel[61], il ne figure pas dans l'édit du roi consacré aux redevances des moulins de mer de la Rance en 1698, mais il est mentionné en 1702 sur la carte dite de Picot. Il semblerait donc qu'il ait été édifié entre ces deux dates. Il est reconstruit en 1807. En 1936, la capacité maximum d'écrasement journalier s'élève à 30 q de blé. De source orale, le moulin Neuf aurait cessé de fonctionner vers 1939. En 1912, la force motrice était fournie par un réservoir à eau de mer mais aussi, lors des jours de mortes-eaux, par de l'eau douce provenant du ruisseau Saint-Pair qui se déverse dans l'étang et active la turbine hydraulique. Il existait d'autres moulins à eau dans la commune à l'instar de ceux de la Garde, de la Holland, du Dic, de Fossemorts, de la Herviais, du Pont-Touraude, de Pontphily, Duval, aux Filles[62] ainsi que des moulins à vent avec ceux de Huet, de Garel et du Richebois.
- Pleurtuit possédait également un important chantier naval avec Montmarin. Créé à partir de 1783 dans l'anse de Montmarin par Benjamin Dubois, le chantier naval de Montmarin[63] devint l'un des plus importants de la Rance. Il employait quotidiennement 1 200 ouvriers[64], faisait vivre 600 familles et a construit plus de 300 navires[65].

### Commerces et services
Grandes marques :
- Super U qui en 2013 s'est agrandi avec l'avancée de la démographie de la ville situé actuellement dans la rue de l'Aéroport mais anciennement dans la rue de l'Industrie[66] ;
- Carrefour Express qui avant 2012 s'appelait Marché Plus ;
- deux boulangeries sont situées dans la ville : la Boîte à douceur situé au 19 rue Saint-Guillaume et la deuxième boulangerie fait partie du réseau Ronde des Pains ;
- il y a une presse qui fait partie du réseau MagPresse ;
- il y a un bar tabac PMU ;
- un fleuriste Aux sourires des fleurs fait partie de la société Interflora.
- plusieurs banques sont présentes :
  - Crédit agricole ;
  - Groupe Caisse d'épargne ;
  - Crédit mutuel de Bretagne ;
- deux fast-foods sont situés à Pleurtuit :
  - McDonald ;
  - Buffalo Grill ;
- JouéClub est présent dans la ville ;
- deux pharmacies sont présentes ;
- plusieurs médecins sont réunis dans une maison médicale mais aussi dans des cabinets indépendants ;
- deux orthodontistes sont présents ;
- un restaurant est situé en ville ;
- plusieurs salons de coiffure y sont installés ;
- plusieurs entreprises sont présentes dans la ville dans la zone d'activité avec BHR, Gamm Vert… ;
- il y a aussi une enseigne de Casa ;
- un cabinet de notaire est présent près de la maison médicale et de l'Espace Delta ;
- un complexe commercial cap émeraude qui compte de nombreuses enseignes comme la Fnac GIFI Leroy Merlin et beaucoup d'autres enseignes.

## Culture locale et patrimoine

### Lieux et monuments

#### Patrimoine classé monument historique
La commune compte un monument historique :
- Le château de Montmarin, construit sur les bords de Rance en 1760 par Aaron Magon du Bosc, armateur malouin. Le château et une partie des jardins ont été classés par arrêté du 20 juillet 1966, le reste du domaine a été classé par arrêté du 2 mai 1995. De plus, il constitue un site inscrit à la suite de l'arrêté du 5 novembre 1945 et classé en 1966[67]. Le château possède trois pavillons et une chapelle privée. En 1782, il appartient à Benjamin Dubois, et en 1846, au baron de Breda, de Louis Bazin de Jessey ou Jessé en 1885[réf. nécessaire].

#### Patrimoine religieux
- L'église Saint-Pierre de Pleurtuit, construite d'après les plans de l'architecte Arthur Regnault en 1873[68] pour remplacer l'ancienne église. Son intérieur est illuminé par la pierre de Caen qui contraste avec l'enveloppe extérieure plus sombre en granit. L'architecte a joué sur le sens de la masse dans son lien avec le paysage, son choix des matériaux et la mise en valeur des ambiances et lumières[69]. Inscrite à l'inventaire général du patrimoine culturel[70], elle conserve plusieurs éléments du XIVe siècle provenant de l'ancienne église qui ont été réemployés dont : la fenêtre à rosace au-dessus du bas-côté nord, les arcades géminées dans la partie occidentale du même bas-côté. On note les remarquables chapiteaux romans[71] historiés (décor végétal, animaux, figures humaines), du XIIe siècle[72], provenant de la croisée du transept, réemployés dans le porche moderne.

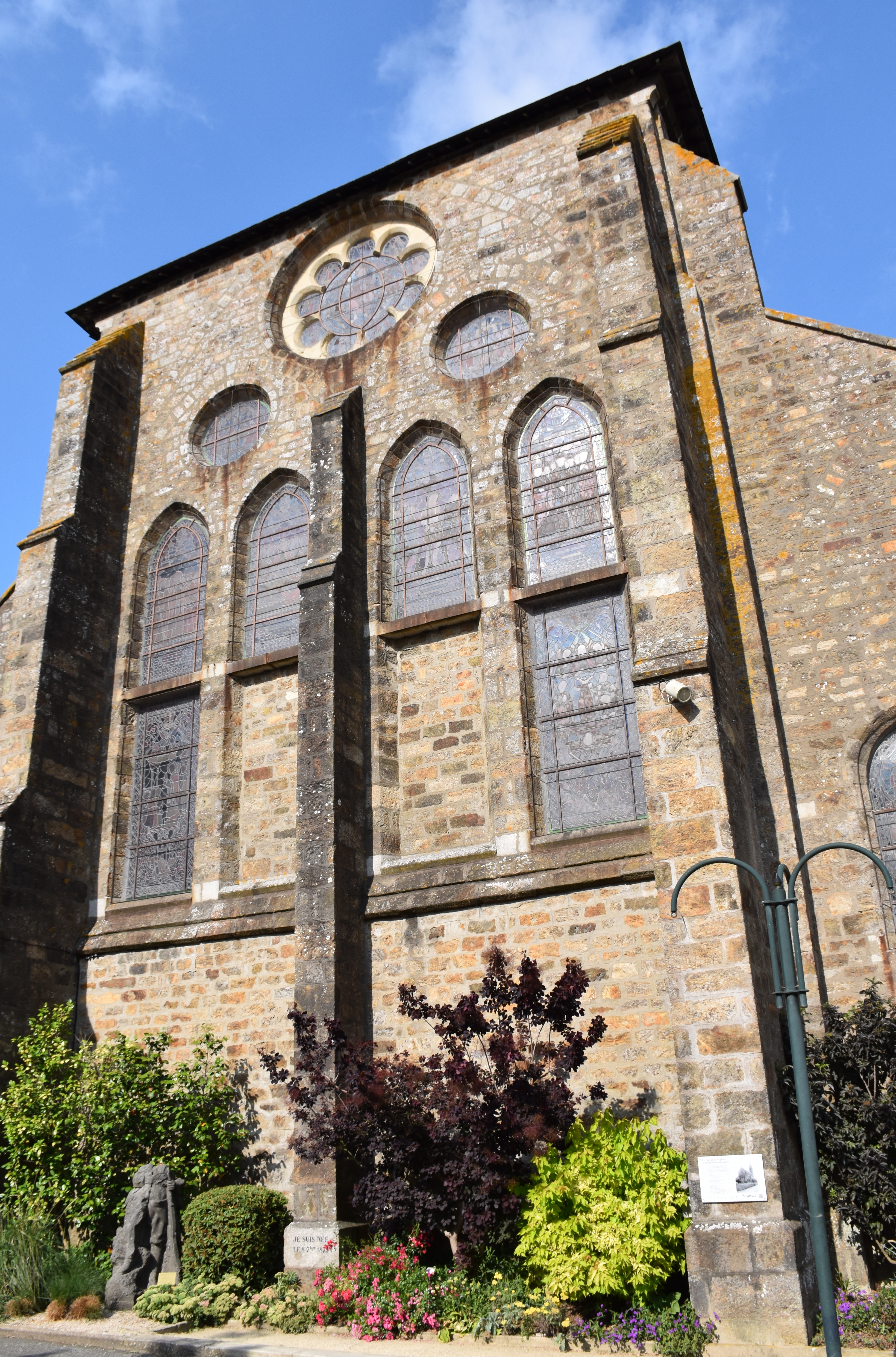
Le chevet de l'église.
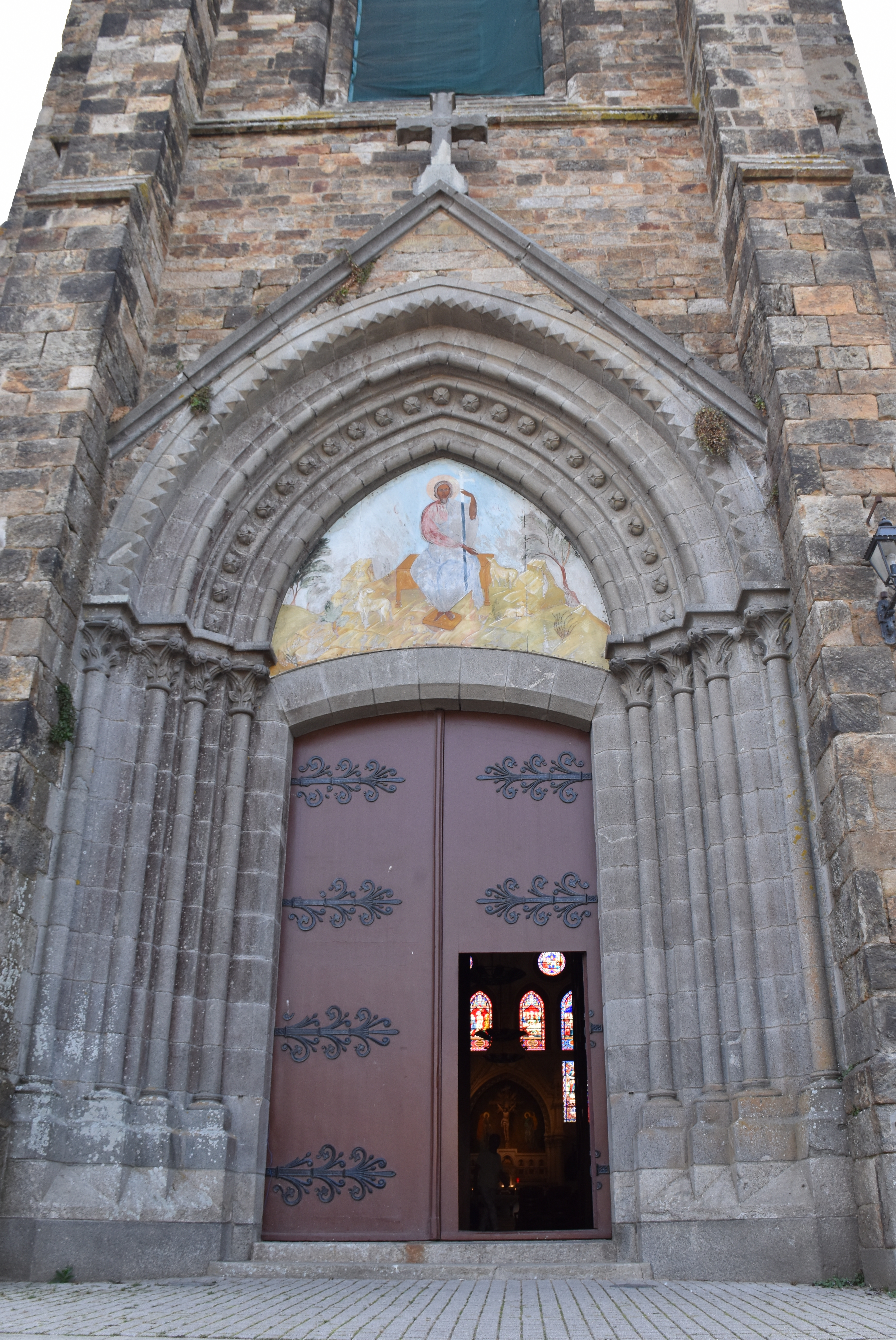
Le porche.
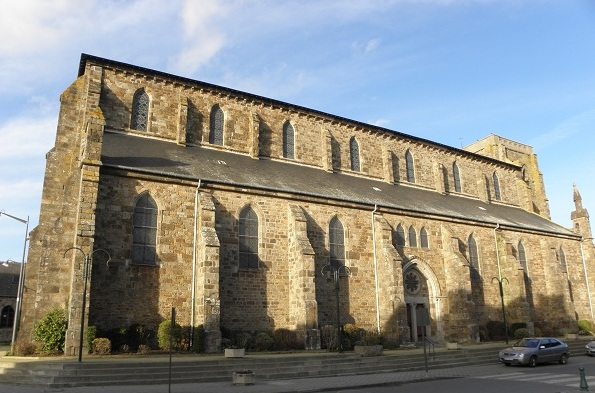
Vue latérale de l'église.
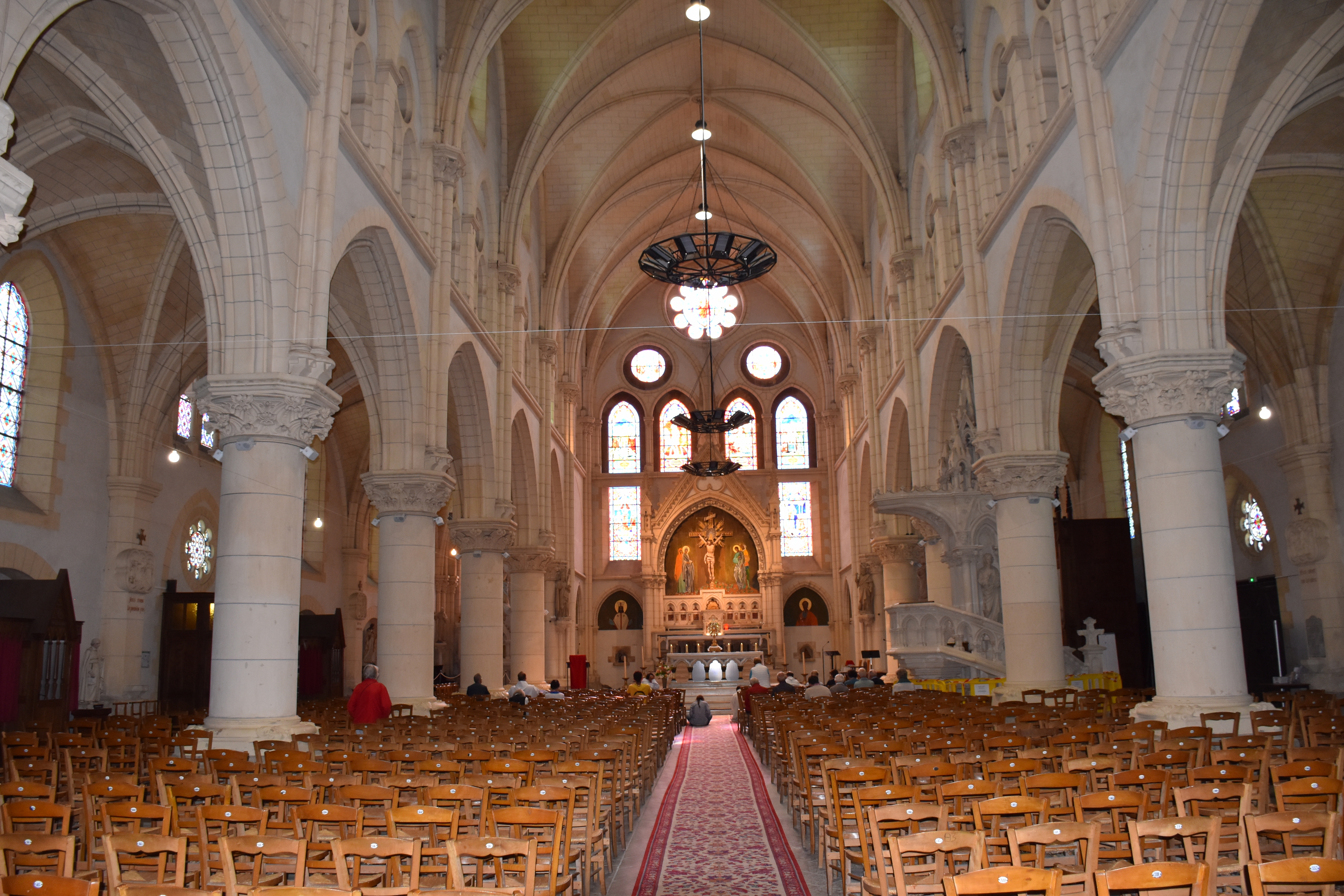
La nef.

Église Saint-Pierre de Pleurtuit
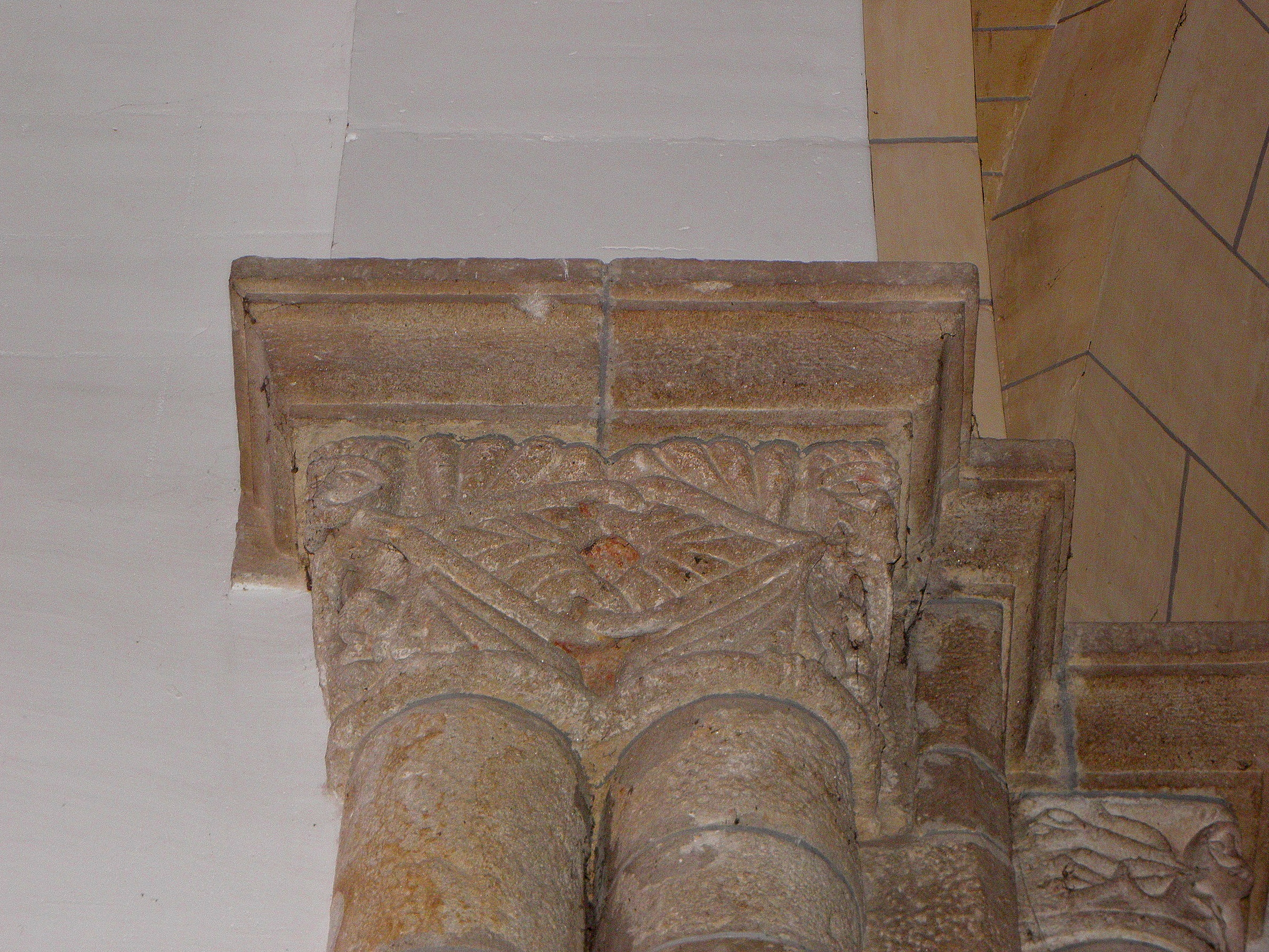
Chapiteaux romans.
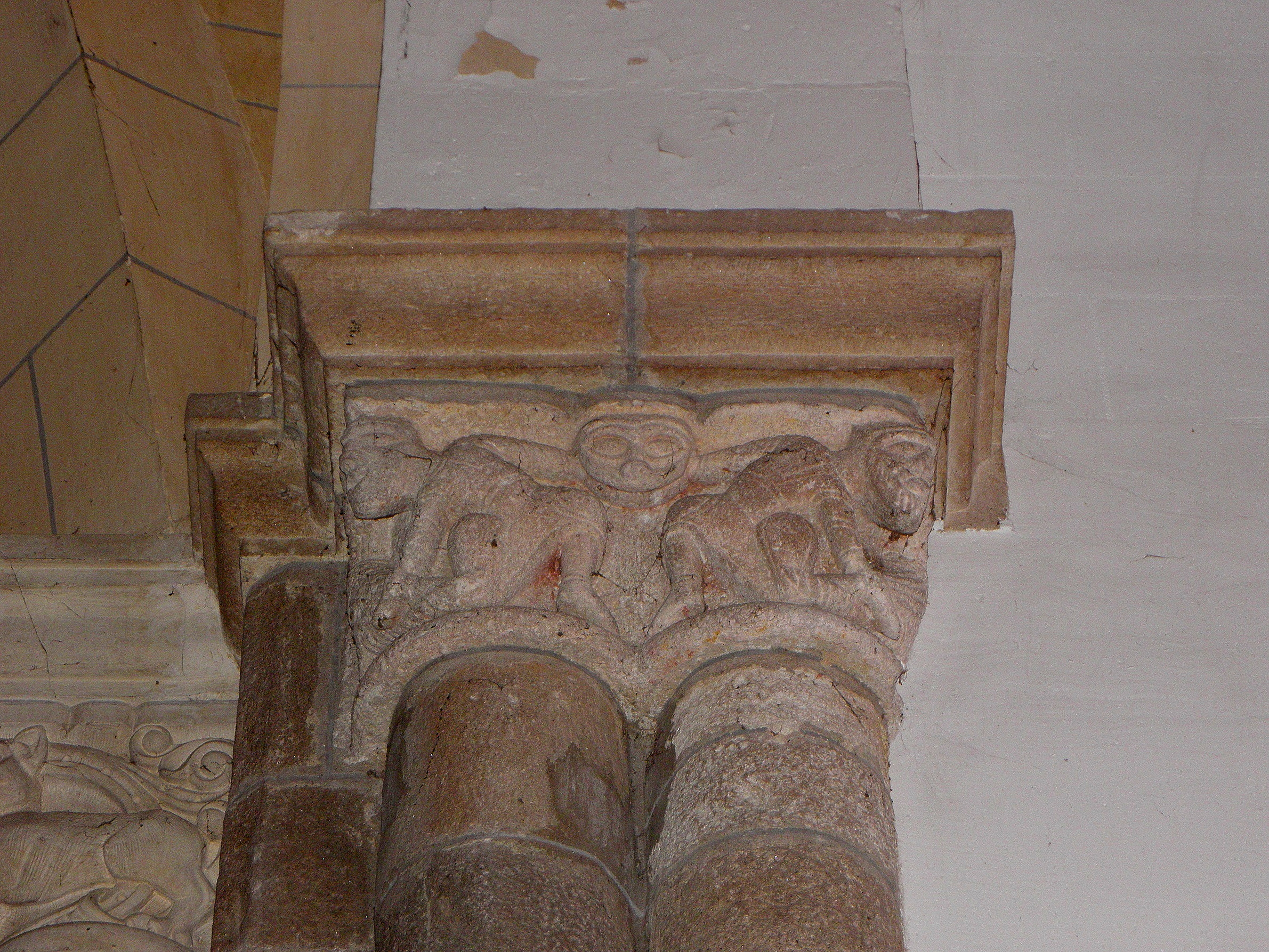
Chapiteaux romans.
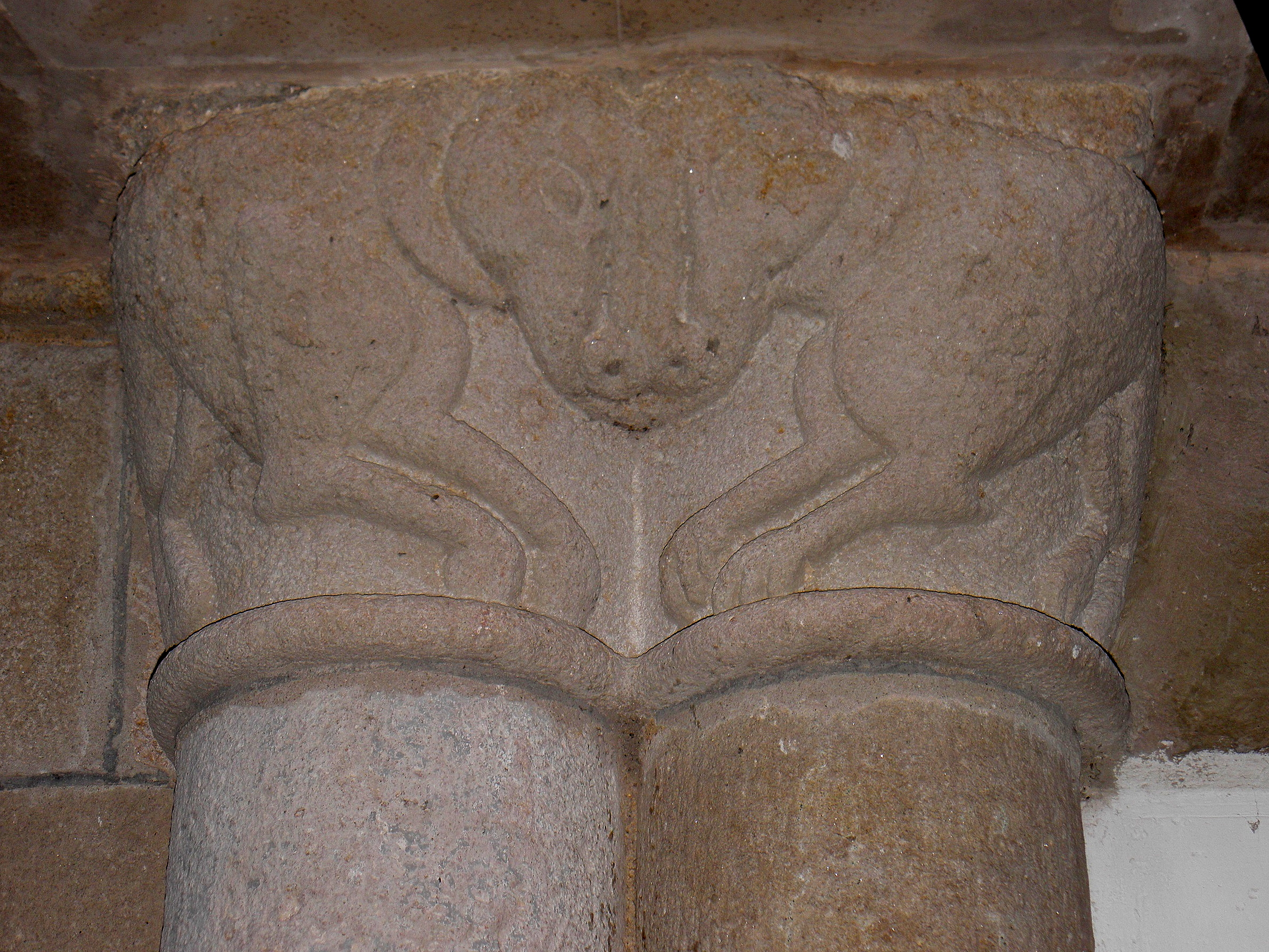
Chapiteaux romans.
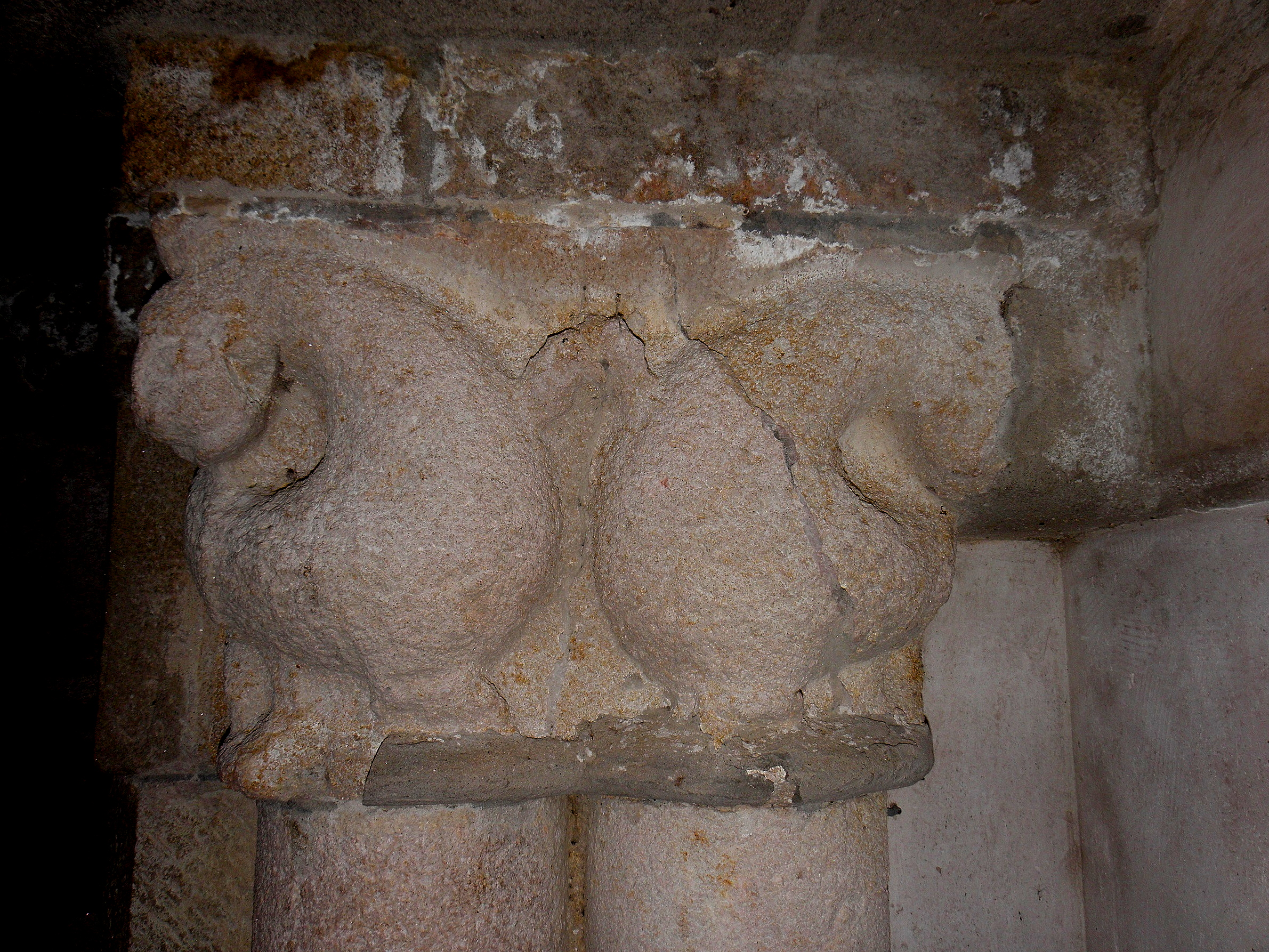
Chapiteau roman.

- La chapelle Saint-Antoine au lieu-dit Saint-Antoine. La première mention de la chapelle frairienne est faite dans un aveu du 8 mai 1540 au futur roi Henri II, alors dauphin de France et duc de Bretagne. La succession des chapelains et vicaires remonte à Martin Dolos en 1670. La cloche du campanile porte la date de 1783. Elle a été remaniée à plusieurs reprises dont en 1803 puis rénovée en 1954[73]. Inscrite à l'inventaire général du patrimoine culturel[74]. Elle renferme une statue en bois de la Vierge à l'Enfant, datant du XVIe siècle, ainsi qu'une statue de son saint patron.
- Chapelle Notre-Dame-des-Bois, déjà ruinée en 1720, sa cloche fut donnée à la chapelle Saint-Clément. Elle appartenait à cette date au sieur de la Vicomté-Chauchart[75].
- Chapelle Saint-Joseph de Créhen, construite au XVIIe siècle par Jean Le Marié, chanoine de Saint-Malo qui y fonda par testament le 5 mai 1637 une messe dominicale, et autre messe basse au sept principales fêtes de Notre-Dame, et une messe chantée avec diacre et sous diacre le jour de la fête du saint protecteur des lieux[75].
- Chapelle du château du Val, construite en 1787 comme l'indique la date gravée dans la pierre au dessus de la porte. Elle fut rénovée au XIXe siècle[76]
- Chapelle Saint-Cécile (détruite), qui dépendait du manoir éponyme qui appartenait au seigneur de Plouër en 1446[75]. Elle était encore visible en 1682[75].
- Croix mérovingienne datée du VIIIe siècle[77].
- Croix des Maladries, sur la route de Ploubalay, indique l'emplacement d'une ancienne léproserie[75].

#### Patrimoine civil
- Manoir de la Bonnais[78], n'a été pourvu d'une chapelle qu'en 1841 lorsque madame de la Bouexière, née Bizien, décide de sa construction. Elle était desservie tous les dimanches à la fin du XIXe siècle. Ce manoir en 1446 était la propriété de Olivier Ferric, puis de la famille Ferric[79] en 1513 de la Boullais, et au XVIIe siècle de celle des Noës[75].
- Manoir de la Bourdonnière, appartenait en 1446 à la famille André et en 1513 à la famille dite de la Bourdonnière[75].
- Manoir de la Boussarde, sur la route de Dinard, possédait sa chapelle ou la dame du lieu : Françoise d'Yvignac, dame de Sécadeu, fonda par testament quatre messes par semaine et choisit ce lieu comme sépulture, à proximité de l'autel le 9 août 1653. Sa sœur Claude d'Yvignac épousa N. Robert et ses petits-enfants, Louis Robert sieur de la Ville-Danne, et Françoise Robert confirmèrent cette fondation en 1693. Charles de Launay qui était pourvu à cet office résigna au profit de Servan Quinart. En 1513 ce domaine appartenait à la famille de la Tullays[80].
- Manoir de Cancavale[81], il fut édifié vers 1513 sur l'emplacement d'un ancien château fort. Il appartenait en 1446 à la famille de Quintin, pour passer en 1513 aux seigneurs du Plessis-Baliczon à proximité de Dinan. possède deux tourelles d'angle[82].
- Manoir du Clos-Quelen[83] du XVe siècle (vestiges) surnommé Clos-Quelin ou Clos-Clin, appartenait en 1446 à la famille Labbé et de Quélen et La Bourdonnière en 1513[83] .
- Manoir du Dicq[84], possédait en 1727 une chapelle privée. La famille du Pin en était propriétaire au XVIIIe siècle[85].
- Manoir de la Grande-Maison, manoir de marchand[86].
- Château de Kergoat, construit au XIXe siècle[87].
- Manoir de Pontfilly, ou Pontphily, XVe – XVIIe siècle[88]. Il y avait jadis une chapelle qui fut restaurée par Louis Péan et Louise Botherel, les seigneurs du lieu qui fondèrent le 25 juin 1684 une messe dominicale. Le Pouillé de Rennes signale son existence en 1727. Le domaine appartient à la famille de Péan de 1513 à 1682[79].
- Château de Pontfilly[89], XIXe siècle, propriété de la famille Apuril de Kerloguen[75], négociant, vice-président de la chambre de commerce de Saint-Malo en 1804[90].
- Château de Pontbriand, centre de l'ancien comté de Pontbriand[91], où Henri-Marie Dubreil de Pontbriand, sixième évêque de Québec, passa sa jeunesse. Construit par la famille de Pontbriand au XVIe – XVIIe siècle à l'emplacement du manoir de la Mettrie dit aussi la Métairie avec un colombier datant du XVe siècle. Les Pontbriand quittèrent leur manoir de Pontbriand en Saint-Lunaire. Ce château était pourvu d'une muraille garnie de sept tours, dont deux gardaient l'accès au pont-levis. Il y avait deux chapelles à l'intérieur de cet enclos. En 1590, le siège est mis devant le château par les Ligueurs qui le pillent avant d'être démoli sur ordre du duc de Mercœur. Reconstruit, il sera à nouveau démantelé par les révolutionnaires de 1789. Il fut au cours des XVIIe et XVIIIe siècles le siège d'une capitainerie de gardes-côtes[75].
- Manoir de Ponthouraude, ou Pont Touraude[92], situé sur la route de Langrolay, avec sa chapelle qui était encore visible en 1727 et dont il ne reste quelques éléments du XVIIe siècle. Propriété en 1632 de la famille Noës, puis Magon et Brindejonc en 1836[75].
- Manoir de la Rance, XIXe siècle, maison de notable, aujourd'hui transformé en hôtel[93].
- Manoir de Richebois[94], sur la route de Tréméreuc, il était déjà en ruines au XVIIe siècle. Propriété de 1446-1513 à la famille éponyme. Aujourd'hui exploitation agricole[75].
- Manoir Sainte-Cécile (détruit), existait encore en 1682[79], avec sa chapelle et son colombier, et quelques vieilles masures[75]
- Manoir de la Saudrais, ou Saudray, sur la route de Dinard, appartenait à la famille de Quélen et le Champion en 1513[95].
- Manoir de la Touche, sur la route de Langrolay, il était, en 1446-1513, la propriété de la famille Châtel[96]
- Manoir le Tertre Esnault[97].
- Château du Val, (détruit), sur la route de Langrolay, il possédait sa chapelle qui est toujours existante[76].
- Manoir de la Vieuxville, (ruines)[98], sur la route de Langrolay, possède une tourelle. En 1446, il appartient à la famille du Breil, en 1513 à Champion seigneurs de Combic et au XVIIIe siècle à Ladvocat[75].
- Manoir de la Ville-Botherel[99], bâtisse du XVIIIe siècle sur la route de Ploubalay, avec tourelle, chapelle et colombier. Le manoir conserve un bel escalier en bois tournant à jour central. Les vestiges d'une tour et le grand portail fermant la cour, visibles sur le dessin d'Henri Frotier de la Messelière, ont été détruits. Il appartenait en 1446 à la famille  de la Prévosté, en 1513 aux Pontual, seigneurs de la Ville-Révault, en 1683, à Guy du Breil, et au XVIIIe siècle à la famille du Marier[75].
- Manoir de la Ville-aux-Morais, XVIe siècle, situé sur la route de Ploubalay, il possédait autrefois un colombier. Propriété de 1446 à 1513 de la famille de la Choue. Le colombier est détruit. Les cheminées de la salle et de la chambre à l'étage portent des armoiries sur le linteau : un écu avec un chêne feuillu déraciné au centre[100].
- Manoir de Vaurouault, appartient à la famille le Dos en 1513[75]. Il est situé sur la route de Ploubalay.
- La cale de Jouvente avec une vue sur l'embouchure et le barrage de la Rance.
- La cale du Poriou.
- À l'Espace Delta : fresque Le Messager secret de Geoffroy Dauvergne, provenant du Centre de ressources, d'expertise et de performance sportives de Dinard[101].
- À l'Écluse, la maison-atelier du peintre Geoffroy Dauvergne, avec la tour dite « Dauvergne » et la mosaïque de la Colombe sur la façade.
- L'ancienne voie romaine de Carhaix à Aleth, au lieu-dit Pont-Omnès.
- Maison natale de François Broussais (XVIIIe siècle, restaurée au XXe siècle.
- Maison à la Ville-ès-Brets, XVIIIe siècle.
- Lavoir à La Moisiais, XIXe siècle.
- Moulins à eau : la Garde, Neuf, de la Hollande, du Duc, de Fosse-Mort, de la Hiervais, de Pont-Touraude, de Ponthily (détruit)[88], Duval, le Dicq, aux Filles (vestiges)[102].
- Moulins à vent : Huet, Garel, Richebois.

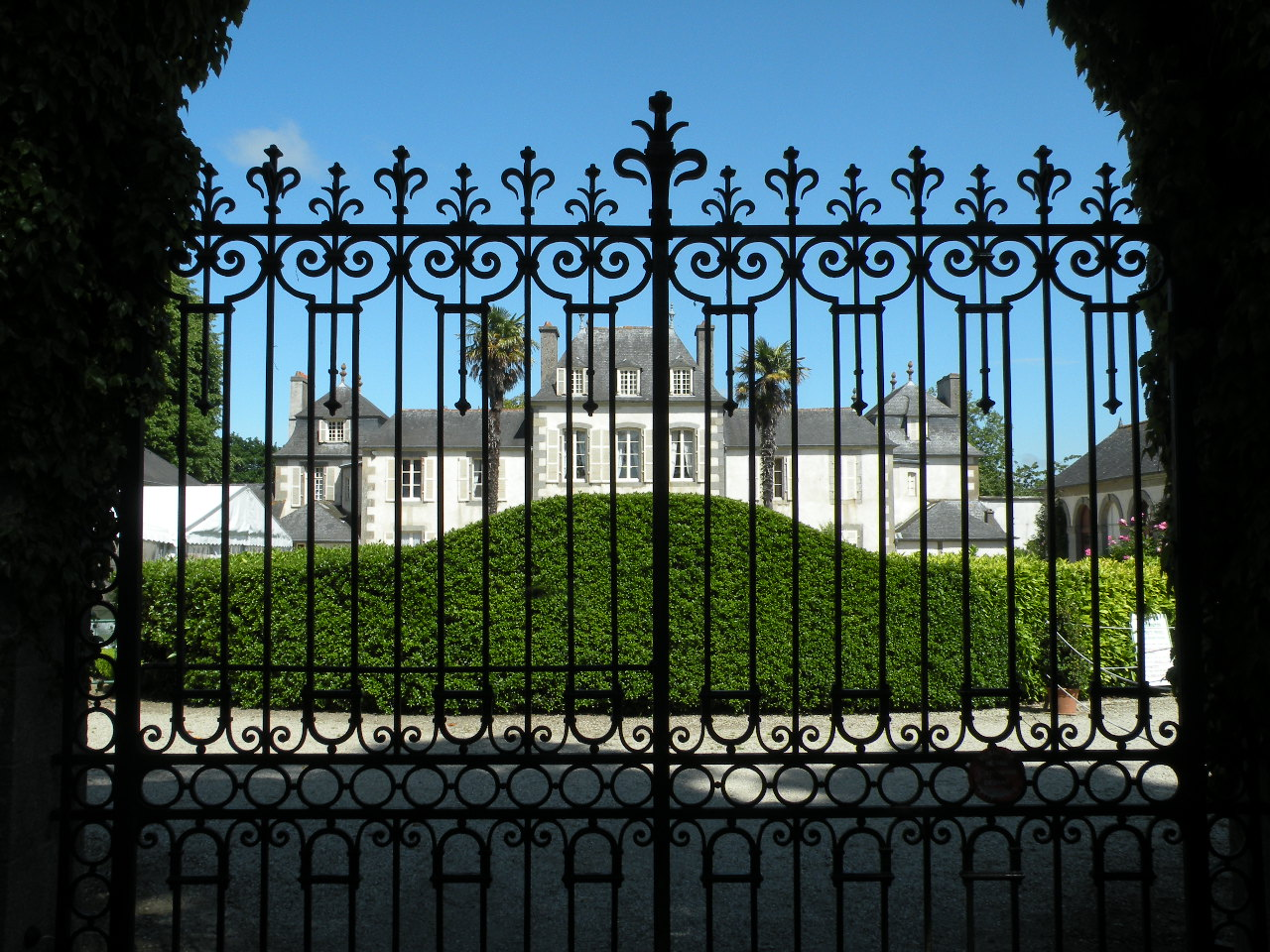
Le château de Montmarin vu à travers sa grille.
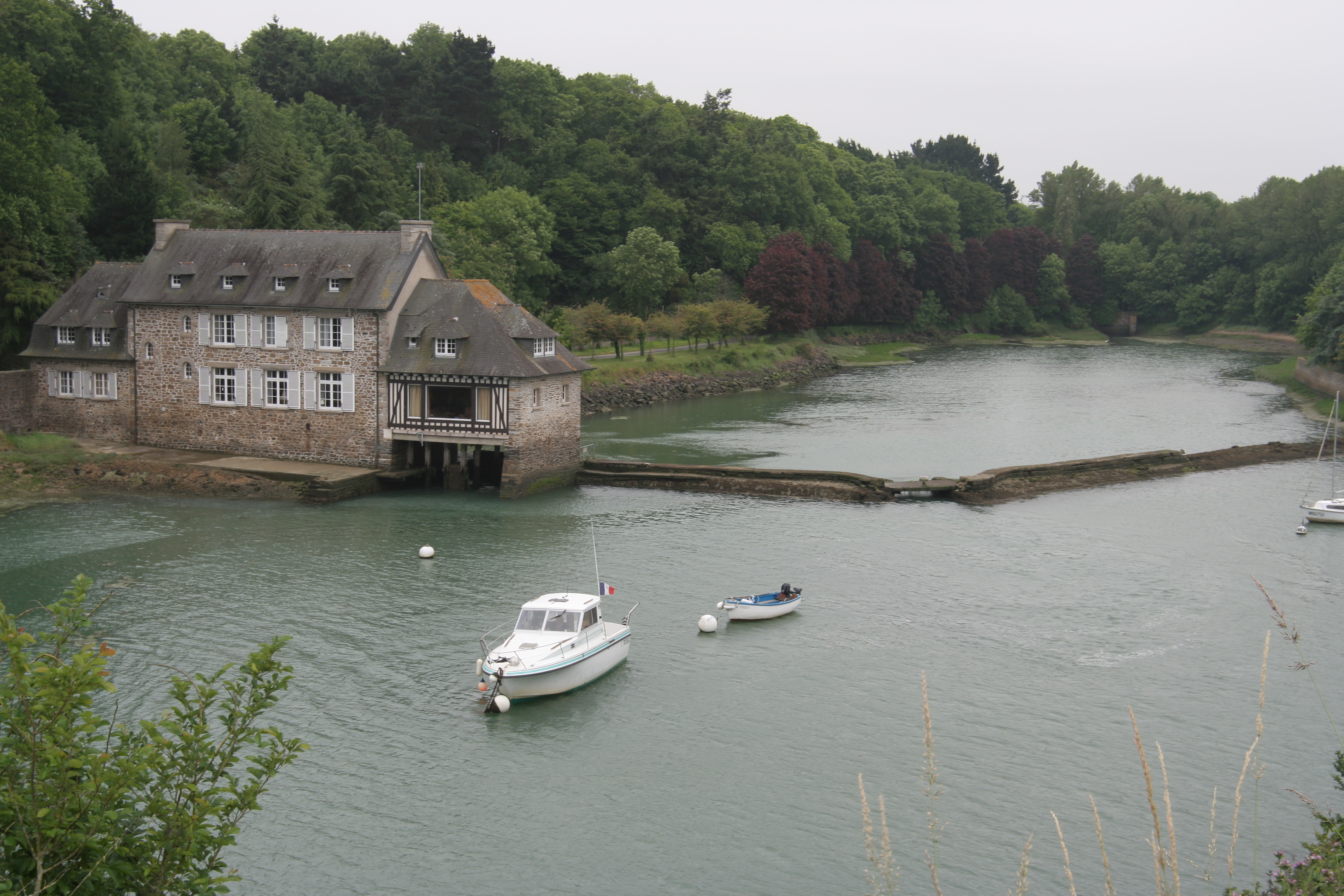
Le moulin Neuf, ancien moulin à marée.
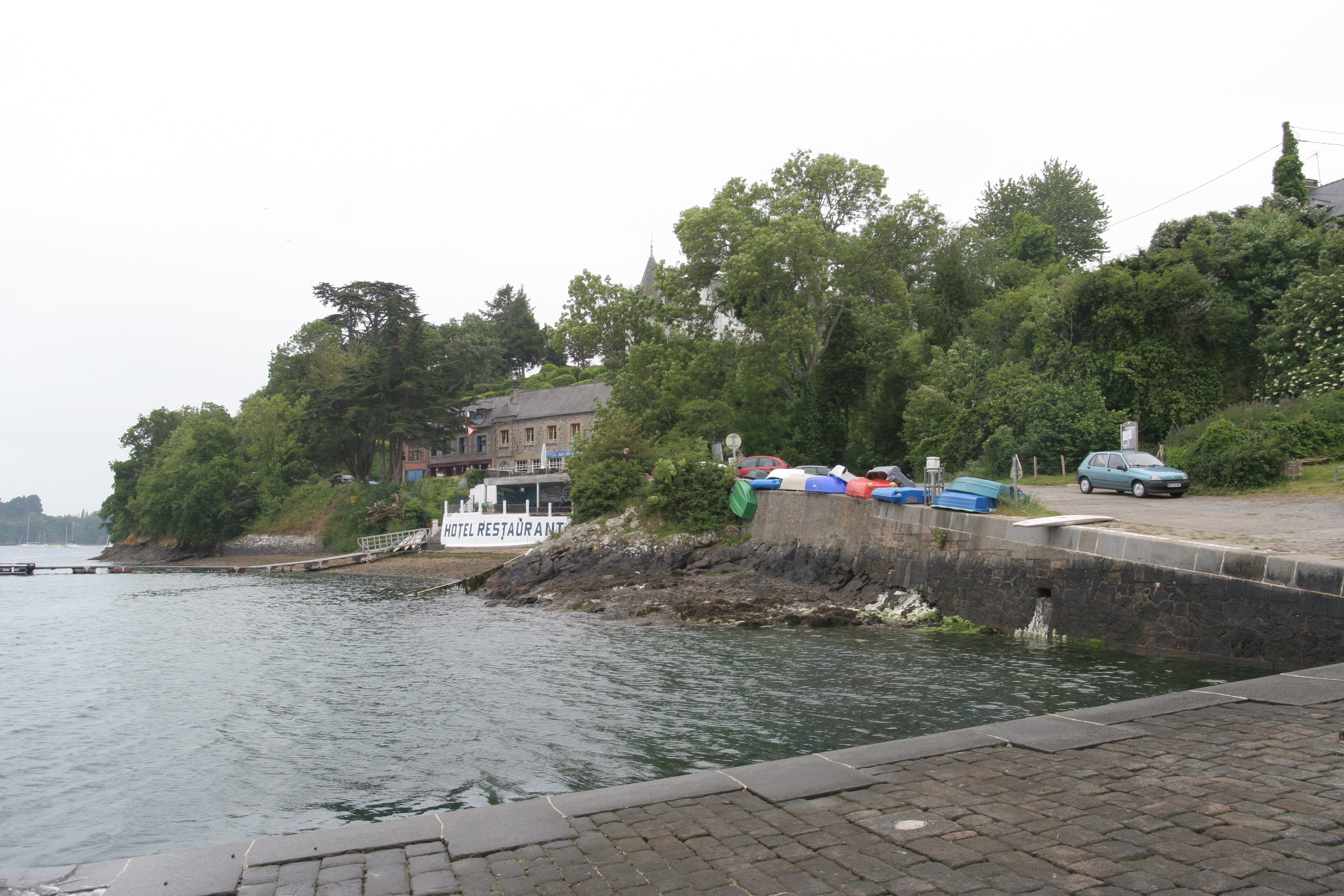
La cale de Jouvente.

### Personnalités notables liées à la commune
- Alexandre Dubois (1781-1845). Maire de Pleurtuit en 1813, il est l'un des cinq enfants de Benjamin Dubois avec Jeanne-Hélène Le Pestour. Il arme deux corsaires (le Bougainville et l'Heureux)[103]. À la suite de leur prise, il fait construire seul deux corsaires à Montmarin : le Bougainville II et le Général Junot aux alentours de 1806. La prise de ses bateaux par les Anglais à l'Isle de France et à la Martinique met un terme à sa participation à son activité de course tout en restant armateur au petit cabotage.
- Henri-Marie Dubreil de Pontbriand, sixième évêque de Québec, né en janvier 1708 et fils de Joseph-Yves Dubreil[104], comte de Pontbriand, capitaine des garde-côtes de l'évêché de Saint-Malo, et d'Angélique-Sylvie Marot de La Garaye, mort à Montréal le 8 juin 1760. Il passa sa jeunesse dans sa famille à Pleurtuit[105] au château de Pontbriand[106].
- Marcel Brindejonc des Moulinais (1892-1916), aviateur du début du XXe siècle, séjourna de 1901 à 1912 au Clos des Tilleuls dans le Clos Champion 41 rue Saint-Guillaume à Pleurtuit. Enfant, il passait ses vacances dans le manoir du Val à Pleurtuit, propriété familiale. Il fut inhumé le 6 juillet 1922 dans le cimetière de Pleurtuit.
- Geoffroy Dauvergne (1922-1977), peintre fresquiste, séjourna à l'Écluse où il avait son atelier de 1957 à sa mort[107].
- Jess Hahn (1921-1998), acteur d'origine américaine, né dans l'Indiana, a vécu à Pleurtuit à partir des années 1980 jusqu'à la fin de sa vie[108].
- Marcel Carfantan (né en 1933), coureur cycliste, né à Pleurtuit[109].
- François Broussais (1772-1838). Médecin de l'Empire, il vécut à Pleurtuit durant son enfance[110].
- Charles Martel, militaire français, y est né.

### Héraldique
| Blason de Pleurtuit | Blason  | Écartelé : au premier de sinople au navire de trois mâts d'or, au deuxième d'argent aux deux clefs de gueules passées en sautoir, aux pannetons de sable, cantonnées en chef d'une moucheture d'hermine du même, au troisième d'argent à la gerbe de blé de gueules, liée de sable, au quatrième de sinople au vol d'argent soutenu d'un petit annelet d'or. |
| Blason de Pleurtuit | Détails | |

### Archives
- Fonds de la seigneurie de La Vieuville en Pleurtuit, (aveux…), (Archives départementales d'Ille-et-Vilaine), fonds 68 J, (0,60 ml).